# Sepahan FC

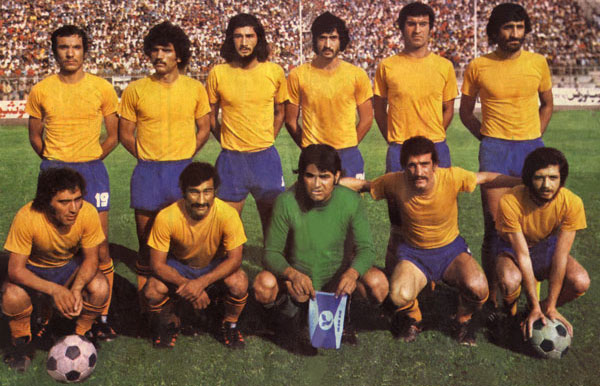
Sepahan FC – 1975

Sepahan FC (persky باشگاه فوتبال سپاهان ) je íránský fotbalový klub hrající íránskou ligu.

## Historie
Sepahan byl založen v říjnu 1953.